# Wilhelm Kempf (Psychologe)
Wilhelm Kempf (* 1. Juni 1947 in Klagenfurt) ist ein aus Österreich stammender Psychologe und Friedensforscher und emeritierter Professor der Universität Konstanz. 

## Leben
Kempf erwarb 1970 sein Diplom in Soziologie am Wiener Institut für Höhere Studien und Wissenschaftliche Forschung und promovierte im gleichen Jahr an der Universität Wien mit den Fächern Psychologie, Philosophie und Statistik zum Dr. phil. 1977 habilitierte er sich an der Universität Erlangen-Nürnberg und erhielt die venia legendi für Psychologie. Unmittelbar danach wurde er auf eine Professur für psychologische Methodenlehre an die Universität Konstanz berufen, wo er die Projektgruppe Friedensforschung Konstanz gründete, die er bis heute leitet. Seit 2002 ist er Herausgeber der transdisziplinären Fachzeitschrift Conflict & Communication online.
Kempf war Schüler von Hubert Rohracher, der seine Auffassung von Psychologie als der Wissenschaft von der subjektiven Welt des Menschen geprägt hat, sowie von Gerhard H. Fischer, der sein Interesse an der Psychometrie weckte. Unter dem Eindruck von Hans Werbik und Paul Lorenzen befasste er sich mit Wissenschaftstheorie und arbeitete eine konstruktivistische Grundlegung der psychologischen Friedensforschung aus, die später in eine umfassende empirische und experimentelle Forschungstätigkeit mündete, in deren Fokus die kognitiv-emotionale Repräsentation von Konflikten und deren Einfluss auf die Eskalationsdynamik von Konflikten steht. 
Die dabei entwickelte Methodik der sozial-psychologischen Rekonstruktion subjektiver Wirklichkeit, die über die disziplinären Grenzen der Psychologie hinaus auch in der empirischen Erziehungswissenschaft und in der Medienforschung ihren Niederschlag gefunden hat, stellt die Prinzipien der quantitativen und der qualitativen Sozialforschung auf eine gemeinsame methodologische Grundlage und verbindet die konkurrierenden Forschungsparadigmen zu einem homogenen Ganzen.
Neben Johan Galtung ist Kempf einer der Begründer des Konzeptes des Friedensjournalismus, den er im Unterschied zu anderen Autoren jedoch nicht als eine Form des Meinungsjournalismus, sondern als transdisziplinäres Forschungsprogramm versteht, welches die Möglichkeit und Grenzen der Einhaltung journalistischer Qualitätsnormen in Kriegs- und Krisensituationen und die Überwindung der Kommunikationsbarrieren zwischen den Konfliktparteien zum Gegenstand hat.

## Schriften (Auswahl)
- 1977. Mathematical Models for Social Psychology. New York, Wiley  (mit B. Repp).
- 1978. Konfliktlösung und Aggression. Zu den Grundlagen einer psychologischen Friedensforschung. Bern, Huber.
- 1982. Aggression. Naturwissenschaftliche und kulturwissenschaftliche Perspektiven der Aggressionsforschung. Bern, Huber (mit R. Hilke).
- 1990. Medienkrieg oder »Der Fall Nicaragua« Politisch-psychologische Analysen über US-Propaganda und psychologische Kriegsführung. Hamburg, Argument.
- 1994. Manipulierte Wirklichkeiten. Medienpsychologische Untersuchungen der bundesdeutschen Presseberichterstattung im Golfkrieg. Münster, LIT.
- 1997. Psychologie. Eine Einführung. Grundlagen, Methoden, Forschungsfelder. München, dtv (mit J. Straub und H. Werbik).
- 1998. Krieg, Nationalismus, Rassismus und die Medien. Münster, LIT (mit I. Schmidt-Regener).
- 2000. Konflikt und Gewalt. Münster, Agenda.
- 2001. Los Medios y la Cultura de Paz. Berlin, Regener (mit S. Gutiérrez Villalobos).
- 2002. Journalism and the New World Order. Vol. II. Studying War and the Media. Göteborg, Nordicom (mit H. Luostarinen).
- 2003. Constructive Conflict Coverage – A Social Psychological Approach. Berlin, Regener.
- 2003–2009. Forschungsmethoden der Psychologie. Zwischen naturwissenschaftlichem Experiment und sozialwissenschaftlicher Hermeneutik. Berlin, Regener. (Band 1: Theorie und Empirie (2003), Band 2: Quantität und Qualität (2008), Band 3: Natur und Kultur (2009, mit M. Kiefer)).
- 2008. The Peace Journalism Controversy. Berlin, Regener.
- 2010. Readings in Peace Journalism. Foundations – Studies – Perspectives. Berlin, Regener.
- 2012. Item-Response-Modelle in der sozialwissenschaftlichen Forschung. Berlin, Regener (mit R. Langeheine).
- 2014. The Israeli-Palestinian Conflict: War Coverage and Peace Journalism. Berlin, Regener (mit D. Shinar).
- 2015. Israelkritik zwischen Antisemitismus und Menschenrechtsidee. Eine Spurensuche. Berlin, Regener.
- 2021. Friedensjournalismus. Grundlagen, Forschungsergebnisse und Perspektiven. Baden-Baden, Nomos.